# Уткин, Михаил Васильевич
Михаил Васильевич Уткин (14.03.1923, Самарская область — 10.05.1991) — вожатый военно-служебных собак 2-го отдельного полка дрессировщиков собак специальных служб, красноармеец — на момент представления к награждению орденом Славы 1-й степени.

## Биография
Родился 14 марта 1923 года в селе Костычи, в черте Октябрьского района города Сызрань Самарской области,. Образование неполное среднее. Работал слесарем в ремонтно-механической мастерской депо станции Батраки.
В мае 1942 года добровольцем через Сызраньский райвоенкомат ушел в Красную Армию. В боях Великой Отечественной войны с ноября 1942 года. Боевое крещение принял в боях под Сталинградом, был ранен. После госпиталя вернулся на фронт.
Освоил редкую военную специальность — вожатого собак истребителей танков. До конца войны сражался в составе 2-го отдельного полка дрессировщиков собак специальных служб, сформированного в марте 1943 года при 3-й гвардейской армии Юго-Западного фронта. Помимо выполнения свои специальных обязанностей красноармеец Уткин охотился за живой силой противника. В боях с 3 по 6 июля 1943 года под хутором Привольное уничтожил 7 солдат и 2-х снайперов противника. Был награждён медалью «За отвагу».
В дальнейшем, в боях на Юго-Западном, 4-м и 1-м Украинском фронтах красноармеец Уткин ещё неоднократно отличился при выполнении не прямых своих обязанностей.
Во время боев с 27 августа — 25 октября 1943 года красноармеец Уткин, совместно со взводом собак истребителей танков, действовал в составе 303-го истребительного противотанкового дивизиона 243-й стрелковой дивизии. В боях из личного оружия уничтожил 15 вражеских солдат. 1 января 1944 года в районе хутора Ново-Троицкое при отражении контратаки противника, будучи раненым в левую руку, с поля боя не ушел и огнём из своего автомата уничтожил 11 противников. Всего же за период боев с 27 августа 1943 года по 2 января 1944 года лично уничтожил 29 немецких солдат.
Приказом по войскам 3-й гвардейской дивизии от 22 января 1944 года красноармеец Уткин Михаил Васильевич награждён орденом Славы 3-й степени.
30-31 января 1944 года, в наступательных боях возле города Никополь при отражении контратаки противника красноармеец Уткин из автомата уничтожил 4 противников. Во время нахождения в обороне в период с 25 мая по 15 июня принимал участие в снайперской охоте из снайперской винтовки уничтожил 13 солдат и офицеров противника.
Приказом по войскам 3-й гвардейской дивизии от 25 октября 1944 года красноармеец Уткин Михаил Васильевич награждён орденом Славы 2-й степени.
С 12 по 19 января 1945 года в наступательных боях на территории Польши подразделение, в составе которого был красноармеец Уткин, сопровождало 963-й стрелковый полк 253-й стрелковой дивизии. 19 января первым поднялся в контратаку увлекая за собой товарищей. Несмотря на осколочное ранение в грудь продолжал двигаться вперед и вести огонь, лично уничтожил пять противников и трех взял в плен.
Указом Президиума Верховного Совета СССР от 10 апреля 1945 года за образцовое выполнение боевых заданий командования на фронте борьбы с немецкими захватчиками и проявленные при этом доблесть и мужество красноармеец Уткин Михаил Васильевич награждён орденом Славы 1-й степени. стал полным кавалером ордена Славы.
В 1946 году старшина Уткин был демобилизован.
Проживал в городе Ташкент. Член КПСС с I960 года. Работал слесарем в объединении «Таштекстильмаш». Скончался 10 мая 1991 года. Похоронен в Ташкенте.
Награждён орденами Отечественной войны 1-й степени, Славы 3-х степеней, медалями, в том числе медалью «За отвагу».